# Бразо (језеро)
Језеро Бразо (енгл. Brazeau Reservoir) је вештачко језеро настало градњом бране у доњем делу тока реке Бразо 1965. године у централном делу канадске провинције Алберта. Језеро припада хидрографском сливу реке Северни Саскачеван.
Максимална дужина језера је до 13 км, ширина до 6 км и укпна површина до 99 км².
Снага генератора хидроелектране је 355 мегавата, а укупно производи 394.000 мегават часова годишње. Уникатност ове хидроелектране јесу пумпе које испуњавају водом 20 км дугачак канал који се налази изнад језера а који омогућава несметан рад турбина и током ниског водостаја у језеру. И брана и хидроцентрала су у власништву компаније TransAlta из Калгарија.
У близини самог језера налази се провинцијско рекреационо подручје под заштитом владе провинције Алберте.